# Gnoseologie
De gnoseologie is de discipline van de filosofie die zich bezighoudt met de fundamenten en de reikwijdte van menselijke kennis. In andere taalgebieden is het woord gebruikelijk als synoniem voor epistemologie, maar in het Nederlands, evenals in het Russisch, wordt het begrip vooral gebruikt om de onmiskenbare macht van het menselijke weten aan te duiden. Een sceptische gnoseologie is daarom, anders dan een sceptische epistemologie, een contradictio in terminis. 
De filosoof Jos Lensink heeft zich intensief beziggehouden met de gnoseologie. Hij spreekt in dit kader van de waarheid van de dialectiek als dialectiek van de waarheid. Hoewel Lensink, zeker in zijn latere jaren, als atheïstische gnoseoloog beschouwd kan worden, wordt de gnoseologie in de regel eerder in verband gebracht met religieuze denkers zoals Vladimir Solovjov. 